# Pleurobranchus mamillatus
Pleurobranchus mamillatus Quoy & Gaimard, 1832 è un mollusco gasteropode della famiglia Pleurobranchidae.